# Norival
Norival, właśc. Norival Pereira da Silvaa (ur. 5 czerwca 1917 w Rio de Janeiro, zm. w styczniu 1988 w Nova Iguaçu ) – piłkarz brazylijski, występujący podczas kariery na pozycji środkowego obrońcy.

## Kariera klubowa
Karierę piłkarską Norival zaczął w Madureirze Rio de Janeiro w 1937 roku i grał w nim do 1937 roku. W latach 1937–1938 był zawodnikiem CR Vasco da Gama. W 1940 roku przeszedł do lokalnego rywala – Fluminense FC, w którym grał przez 5 lat. Podczas tego okresu Norival wygrał z Fluminense dwukrotnie mistrzostwo stanu Rio de Janeiro – Campeonato Carioca w: 1940 i 1941 roku.
W 1945 roku przeszedł do CR Flamengo, w którym grał do 1949 roku. W 1949 roku zaliczył epizod w Corinthians Paulista. W 1950 wyjechał do Kolumbii Atletico Junior Barranquilla, w którym zakończył karierę w 1951 roku.

## Kariera reprezentacyjna
W reprezentacji Brazylii Norival zadebiutował 10 marca 1940 w meczu z reprezentacją Argentyny podczas Copa Julio Roca 1939/40. W 1942 uczestniczył w Copa América 1942, na którym Brazylia zajęła trzecie miejsce. Na tym turnieju wystąpił w dwóch meczach z Ekwadorem i Chile.
W 1945 roku po raz drugi uczestniczył w turnieju Copa América, na którym Brazylia zajęła drugie miejsce. Na tym turnieju Norival wystąpił w trzech meczach z Kolumbią, Boliwią i Chile. W tym samym roku zdobył z Brazylią Copa Julio Roca 1945.
W 1946 roku po raz trzeci uczestniczył w turnieju Copa América, na którym Brazylia zajęła drugie miejsce. Na tym turnieju Norival wystąpił we wszystkich siedmiu meczach z Boliwią, Urugwajem, Paragwajem (bramka), Chile oraz Argentyną.
Mecz z reprezentacją Argentyny był ostatnim w reprezentacji. Ogółem w latach 1940–1946 Norival wystąpił w barwach canarinhos w dziewiętnastu meczach i strzelił jedną bramkę.